# Zugangsprüfungsverordnung
Die Zugangsprüfungsverordnung, kurz ZugangsprüfungsVO, eröffnete beruflich Qualifizierten ohne Abitur bzw. Zeugnis einer Hochschulzugangsberechtigung (Allgemeine Hochschulreife, Fachgebundene Hochschulreife, Fachhochschulreife) den Zugang zu einem Hochschulstudium in Nordrhein-Westfalen.
Diese Verordnung wurde am 13. März 2010 durch die neue „Verordnung über den Hochschulzugang für in der beruflichen Bildung Qualifizierte (Berufsbildungshochschulzugangsverordnung - BeBHSZuVO -)“ vom 8. März 2010 (GV. NRW. S. 160) abgelöst, deren Gültigkeit bis zum 31. Dezember 2015 befristet war (§ 13 Abs. 5 BeBHSZuVO).

## Voraussetzungen
Zum Zeitpunkt der Bewerbung muss das 22. Lebensjahr vollendet sein. Darüber hinaus muss der Bewerber über eine abgeschlossene Berufsausbildung (nach Berufsbildungsgesetz oder gleichwertig) verfügen und danach mindestens drei Jahre berufstätig gewesen sein.

## Durchführung
Die Verordnung selber erteilt nur Rahmenvorgaben für eine solche Prüfung. Für Inhalt, Umfang und Notenfestsetzung sind allein die Hochschulen verantwortlich. Fest steht, dass sich der Interessent schriftlich bei der jeweiligen Hochschule unter Angabe des gewünschten Studiengangs um die Zugangsprüfung bewerben muss. Über die Zulassung entscheidet dann der zuständige Prüfungsausschuss auf Grundlage der für diesen Studiengang geltenden Prüfungsordnung (formale Vorprüfung).
Die Durchführung der Zugangsprüfung variiert (wegen des durch das Ministerium weitgesteckten normativen Ermessens) von Hochschule zu Hochschule. An vielen Universitäten und Fachhochschulen ist es Praxis jeweils eine Prüfung über Allgemeinbildung, Englisch, ggf. Mathematik abzulegen. Hinzu kommt dann eine Prüfung über Inhalte des gewünschten Studienfachs.
Die bestandene Prüfung berechtigt studiengangbezogen zur Aufnahme des Studiums an der jeweiligen Hochschule. Nachdem mindestens die Hälfte aller geforderten Studien- und Prüfungsleistungen abgelegt worden sind, ist es möglich die Hochschule zu wechseln. Ein Fachrichtungswechsel ist jedoch ausgeschlossen. Es kann jedoch nur innerhalb verwandter Studiengänge gewechselt werden.
Für Zahnmedizin, Medizin und Pharmazie gelten Sonderbestimmungen.